# Coordonnées tripolaires
En géométrie, les coordonnées tripolaires sont un système de coordonnées du plan par rapport à un triangle donné. Les coordonnées tripolaires d'un point {\displaystyle P} sont formées par le triplet de distances {\displaystyle (AP,BP,CP)}, mais les coordonnées tripolaires sont rarement utilisées.

## Relation avec les longueurs des côtés
Leonhard Euler a montré la relation suivante entre les coordonnées tripolaires {\displaystyle (f,g,h)} d'un point et les longueurs des côtés {\displaystyle a,b} et {\displaystyle c} :
{\displaystyle (-a^{2}+g^{2}+h^{2})^{2}f^{2}+(f^{2}-b^{2}+h^{2})^{2}g^{2}+(f^{2}+g^{2}+c^{2})^{2}h^{2}-(-a^{2}+g^{2}+h^{2})(f^{2}-b^{2}+h^{2})(f^{2}+g^{2}+c^{2})-4f^{2}g^{2}h^{2}=0}

## Cercles et droites
La courbe d'équation {\displaystyle lf^{2}+mg^{2}+nh^{2}+p=0} est une droite si est seulement si{\displaystyle l+m+n=0}, et sinon un cercle.
- Si l'équation est un cercle, alors le centre du cercle a pour coordonnées barycentriques {\displaystyle (l:m:n)}.
- Si l'équation est une droite, alors cette droite est perpendiculaire à la droite {\displaystyle [\ l:m:n\ ]} en coordonnées barycentriques.

## Rapport donné
Le nombre de points qui ont des coordonnées tripolaires {\displaystyle (f,g,h)}, qui pour un point donné vérifient {\displaystyle f:g:h=x:y:z}, dépend des valeurs {\displaystyle ax,by} et {\displaystyle cz} :
- si les valeurs forment un triangle, alors il y a deux de ces points ;
- si les valeurs forment un triangle dégénéré, alors il existe un tel point ;
- si elles ne forment pas les côtés d’un triangle, alors aucun point ne remplit la condition.